# Усадьба Прохоровых — Хлудовых
Городска́я уса́дьба Про́хоровых — Хлу́довых — архитектурный комплекс в Подсосенском переулке Басманного района Москвы. Бывшая городская усадьба Прасковьи Хлудовой и Константина Прохорова, наследников самых богатых купеческих семей Российской империи. Построена в 1880-х годах на основе поместья конца XVII — начала XVIII веков. В ансамбль зданий входят главный особняк и флигель с площадью внутренних помещений в 1154 и 300 м² соответственно.

## История

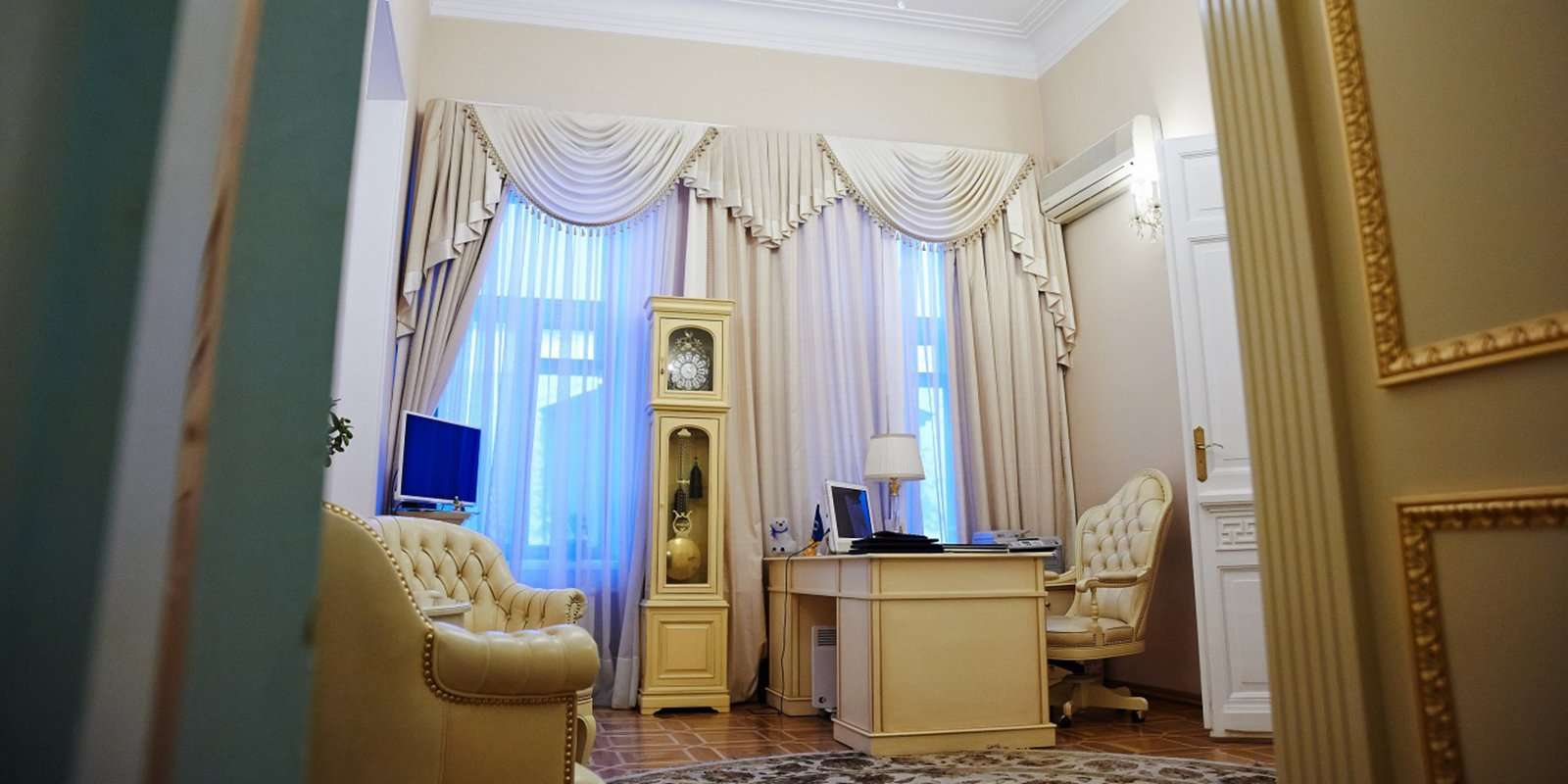
Белая гостиная, 2018 год

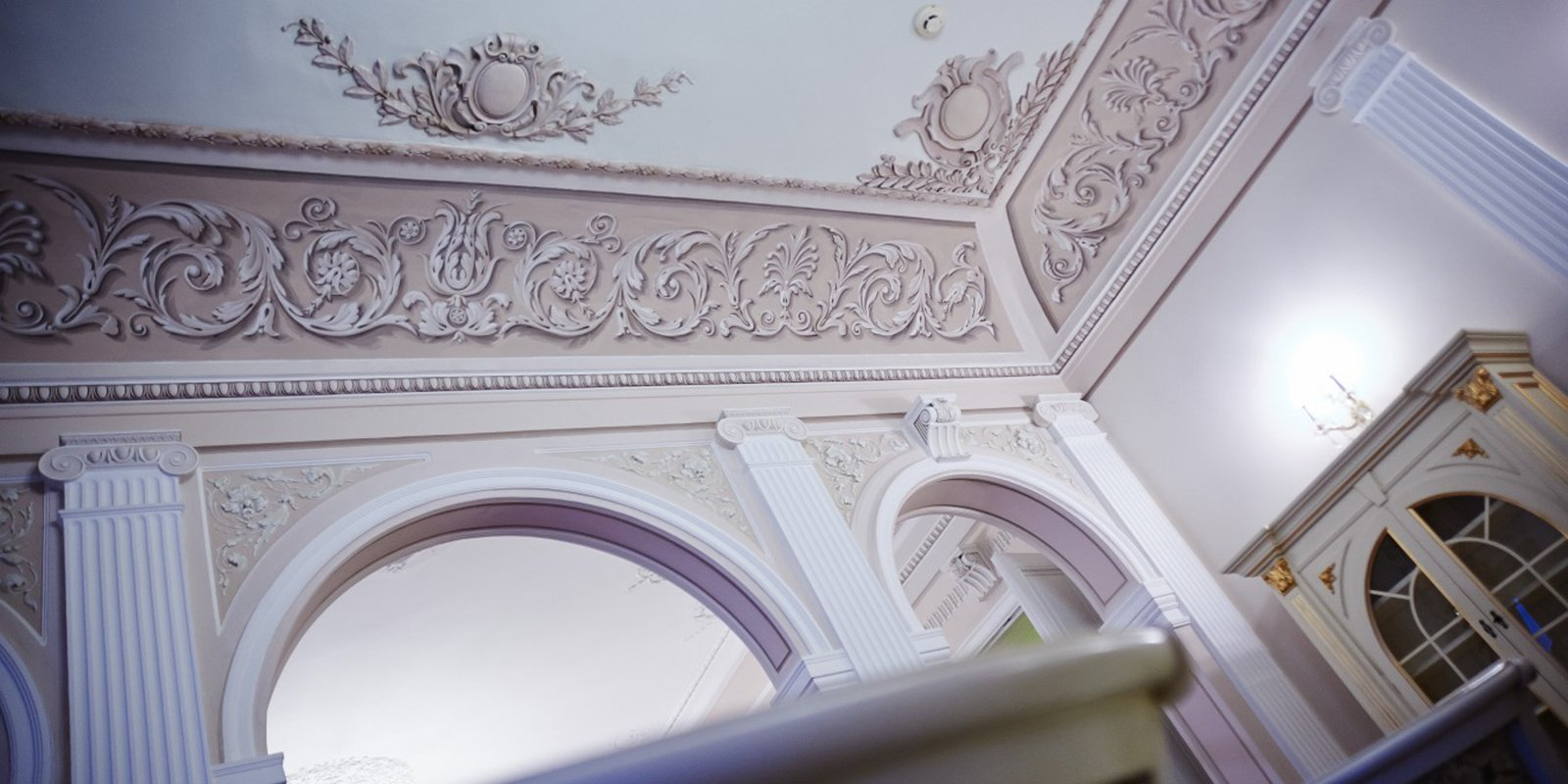
Роспись потолка и лепнина, 2018 год

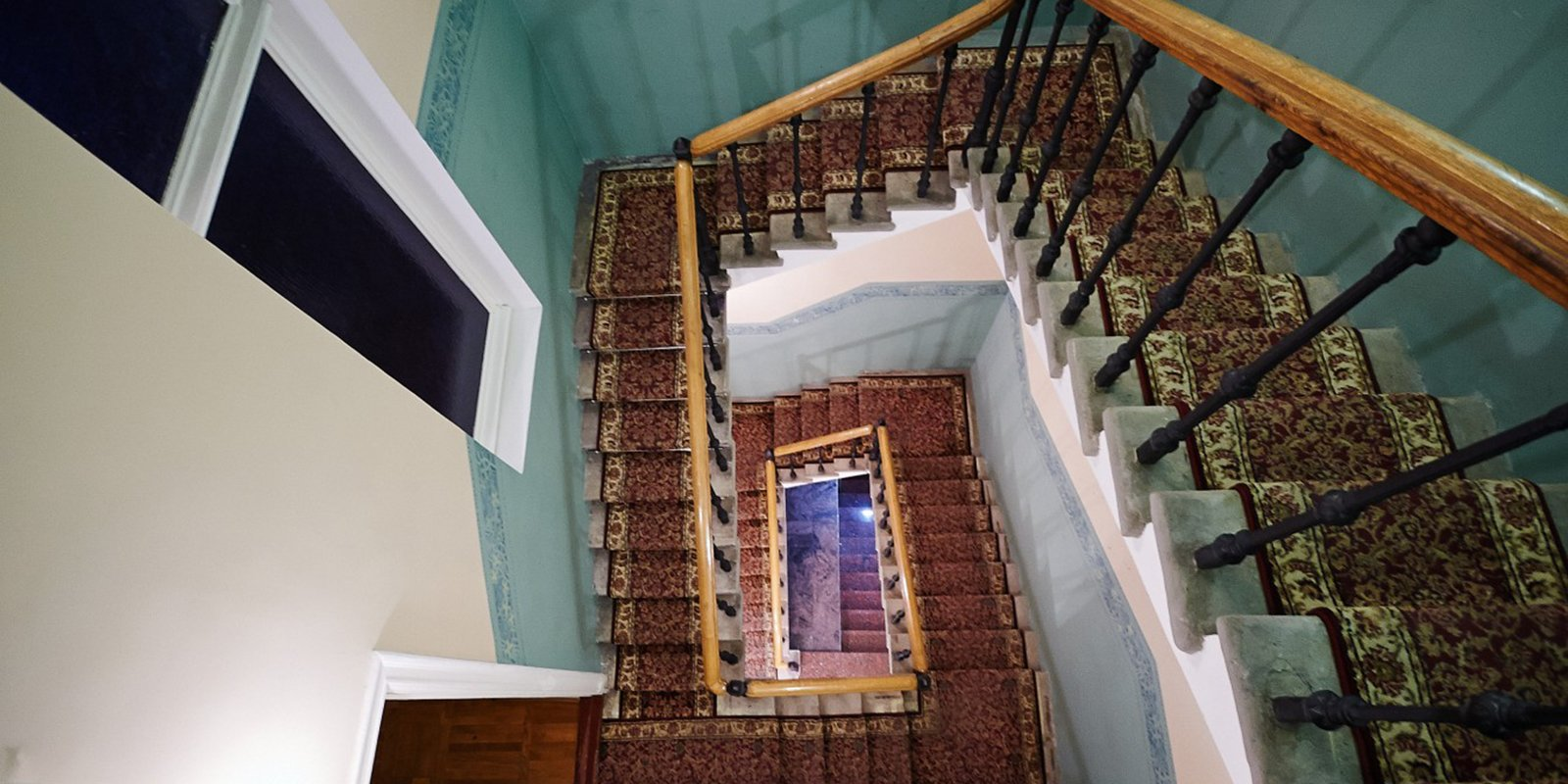
Парадная мраморная лестница, 2018 год

### Первые владельцы
Владение на месте будущей усадьбы Прохоровых — Хлудовых было застроено ещё с конца XVIII века и принадлежало московскому купцу Алексею Потепалову. На картах Москвы 1803 года обозначены несколько каменных зданий с деревянной пристройкой у главного корпуса — он стал одним из немногих, которым удалось пережить пожары 1812 года.
С 1836 года земли перешли к П. И. Гаевскому, при нём поместье практически не претерпело изменений. Был перестроен только южный флигель, у него увеличили цоколь и оформили фасад с применением выразительного декора: люнетов над окнами, ажурного расширяющегося аттика над карнизом.

### Прохоровы — Хлудовы
В 1876 году землю выкупила Прасковья Герасимовна Хлудова, супруга почётного гражданина Москвы Константина Константиновича Прохорова, роду которого принадлежала Трёхгорная мануфактура. Сама Прасковья также была из очень обеспеченной семьи: династия Хлудовых принадлежала к купцам Первой гильдии и владела многочисленными фабриками по производству тканей. Выбор земли в Подсосенском переулке продиктован тем, что поблизости — на Воронцовом поле — располагалось поместье отца, Герасима Хлудова.
Под руководством Прасковьи Хлудовой главный особняк был значительно перестроен, добавлены флигели и полностью изменен фасад. Его облицевали рустом, украсили ажурной лепниной, а центральным декоративным элементом стал ризалит с выразительным фронтоном. Усадьба получила новое ограждение и въездные ворота на каменных столбах, а в её внутренней части был разбит сад. Сведений об авторстве архитектурного проекта не сохранилось.
С начала 1900-х Прасковья Хлудова переехала на Покровку, а усадьбу в Подсосенском переулке оставила сыну Николаю, который незадолго до этого женился. Его избранницей стала Лидия Ушакова из семьи елабужского фабриканта, сам Николай Константинович управлял доставшейся от отца Егорьевской мануфактурой.
В 1901 году к флигелю достроили второй этаж, а к главному особняку в дворовой части пристроили целый корпус для жилья. Примечательно, что в нём было три этажа, тогда как с красной линии улицы по фасаду видно лишь два. Такие хитрости с планировкой были одним из распространённых способов избежать высоких налогов: их рассчитывали исходя из фронтальной этажности.
Внутренняя отделка особняка была тематически зонирована: помимо парадных залов для приёма гостей, дом делился на мужскую и женскую половины, а также включал комнаты прислуги и отдельную лестницу для них. Главным помещением первого этажа являлась «белая» гостиная, она делилась арками на две половины — каминную и столовую. В интерьере главную декоративную роль выполняли лепнина и роспись потолков в стиле гризайль. Из каминной части зала можно было пройти в женскую половину особняка, а из обеденной — к зимнему саду.
Парадная мраморная лестница вела на второй этаж, где раньше располагалась курительная комната в мужской половине дома, её основным помещением была мавританская гостиная — типичный образец моды XVIII века, подобные камерные салоны предназначались для курения и общения сугубо в мужской компании, в них проводили переговоры и заключали сделки. Пёстрая отделка интерьера с восточным колоритом сильно отличалась от всех других помещений усадьбы.

### Дальнейшая история
После революции усадьбу национализировали, семья Прохоровых спешно выехала в Крым, однако спастись им не удалось: на глазах у Лидии Петровны её супруг и сын были расстреляны.
Особняк отдали под коммунальные квартиры, позднее — под детскую туберкулёзную больницу. К концу 1980-х годов здание находилось в критическом состоянии: кровля обвалилась, частично разрушились стены, были утрачены мебель и большая часть декора.
В 1996 году прошла первая реконструкция усадьбы, проект возглавил В. Я. Кузнецов, сотрудник Центральных научно-реставрационных проектных мастерских. Внутреннее убранство и отделка фасадов восстанавливались по образцу 1880—1890 годов.
Усадьба Прохоровых — Хлудовых стала одним из первых опытов привлечения иностранных инвестиций в проект редевелопмента: средства на ремонт предоставила корейская компания Samsung. Стоимость реконструкции составила 25 млн долларов США, работы включали полную реставрацию всех фасадов и внутренних помещений, а также архитектурных памятников малых форм: конёк крыши и парадный вход, подъездные ворота, кафельные печи. Чтобы сделать историческое здание более привлекательным для потенциальных инвесторов, правительство предоставило компании-арендатору льготную ставку в 1 рубль за 1 м² площади, договор был заключен на срок в 49 лет.
В процессе реконструкции на территории усадьбы достроили третье здание общей площадью 2830 м², его разместили на месте бывшего сада. При этом в подвале главного особняка сделали спортзал и оздоровительный комплекс. В 1997 усадебный комплекс был продан «Дрезднер банку», который в 2010-м перепродал усадьбу «Росэнергобанку». Согласно информации издания «Ведомости», сумма сделки составила около 700 млн рублей. В 2019 г. здание купил у Агентства по страхованию вкладов (АСВ) Азиатско-Тихоокеанский банк, сумма сделки составила 1 млрд руб.

## Современность
Усадебный комплекс используется как офисные помещения Азиатско-Тихоокеанского банка.
В конце августа 2018 года Департамент культурного наследия Москвы объявил о второй реконструкции усадьбы. В ходе работ были очищены и перекрашены фасады, восстановлена лепнина. Также планируется замена кровли и крыльца, после чего здание должны обработать влагозащитным раствором, который снизит разрушительное влияние осадков и перепадов температуры.